# 126160 Fabienkuntz
126160 Fabienkuntz este un asteroid din centura principală de asteroizi.

## Descriere
126160 Fabienkuntz este un asteroid din centura principală de asteroizi. A fost descoperit pe 4 ianuarie 2002 la Vicques de Michel Ory. Asteroidul prezintă o orbită caracterizată de o semiaxă mare de 2,74 ua, o excentricitate de 0,06 și o înclinație de 5,0° în raport cu ecliptica.